# Jörg Adolph
 Jörg Adolph (* 1967 in Herford) ist ein deutscher Filmemacher (Dokumentarfilm), Produzent und Filmeditor.

## Leben
Von 1988 bis 1994 studierte er Neuere deutsche Literatur und Medien in Marburg und wechselte nach seinem Abschluss an die Hochschule für Fernsehen und Film München (HFF), um dort Fernsehpublizistik und Dokumentarfilm zu studieren. Sein in Zusammenarbeit mit ZDF/3sat und dem HR entstandener Abschlussfilm Klein, schnell und außer Kontrolle erhielt 2001 den Deutschen Fernsehpreis. Jörg Adolph arbeitet als freier Dokumentarfilmer, schreibt Fernsehkritiken für die taz und geht seit seiner Zeit als wissenschaftlich/künstlerischer Mitarbeiter an der HFF München dort Lehraufträgen nach.
Gleich in mehreren Filmen dokumentierte er künstlerische Schaffensprozesse: Bei On/Off the Record beobachtete er die dreimonatige Entstehung des von Kritikern hoch gelobten Albums „Neon Golden“ der deutschen Pop-Gruppe The Notwist. Für Houwelandt – Ein Roman entsteht begleitete er den Schriftsteller John von Düffel 15 Monate lang und konnte so den kompletten Prozess vom Schreiben bis zu Vermarktung und Verkauf seines Buches verfolgen. Um Literatur geht es auch in seinem Dokumentarfilm über den Göttinger Verleger Gerhard Steidl. Zusammen mit dem Filmemacher Gereon Wetzel begleitete Adolph in How to make a book with Steidl den Kunstbuchverleger auf seinen Reisen zu Karl Lagerfeld, Jeff Wall, Ed Ruscha, Günter Grass und Robert Frank.
In seinem 2011 im Kino zu sehenden Dokumentarfilm Die große Passion wendet sich Adolph dem Theater zu. Mehrere Jahre beobachtete er mit der Kamera die Vorbereitungen und Aufführungen des Oberammergauer Passionsspiels. 2018 dokumentierte er in Elternschule die Arbeit mit Kindern in der Kinder- und Jugendklinik Gelsenkirchen. Von 2019 bis 2022 begleitete er den Vorsitzenden des LBV Norbert Schäffer zu verschiedensten Veranstaltungen rund um das Thema Vogelschutz, woraus der Film Vogelperspektiven entstand. Im Jahr 2023 filmte er ein Wiedersehen von Regisseur Edgar Reitz mit einer Mädchenklasse, mit denen er vor Jahrzehnten eine Filmklasse organisiert hatte. Der Film Filmstunde_23 wurde unter anderem auf dem DOK.fest München.

## Film
- Jörg Adolph, Gereon Wetzel: How to Make a book with Steidl. Dokumentarfilm, Deutschland 2011, ISBN 978-3-86930-226-3
- Jörg Adolph, Gereon Wetzel: How to Make a book with Carlos Saura & Steidl. Dokumentarfilm, Deutschland 2017, ISBN 978-3-95829-353-3